# Indipendenza

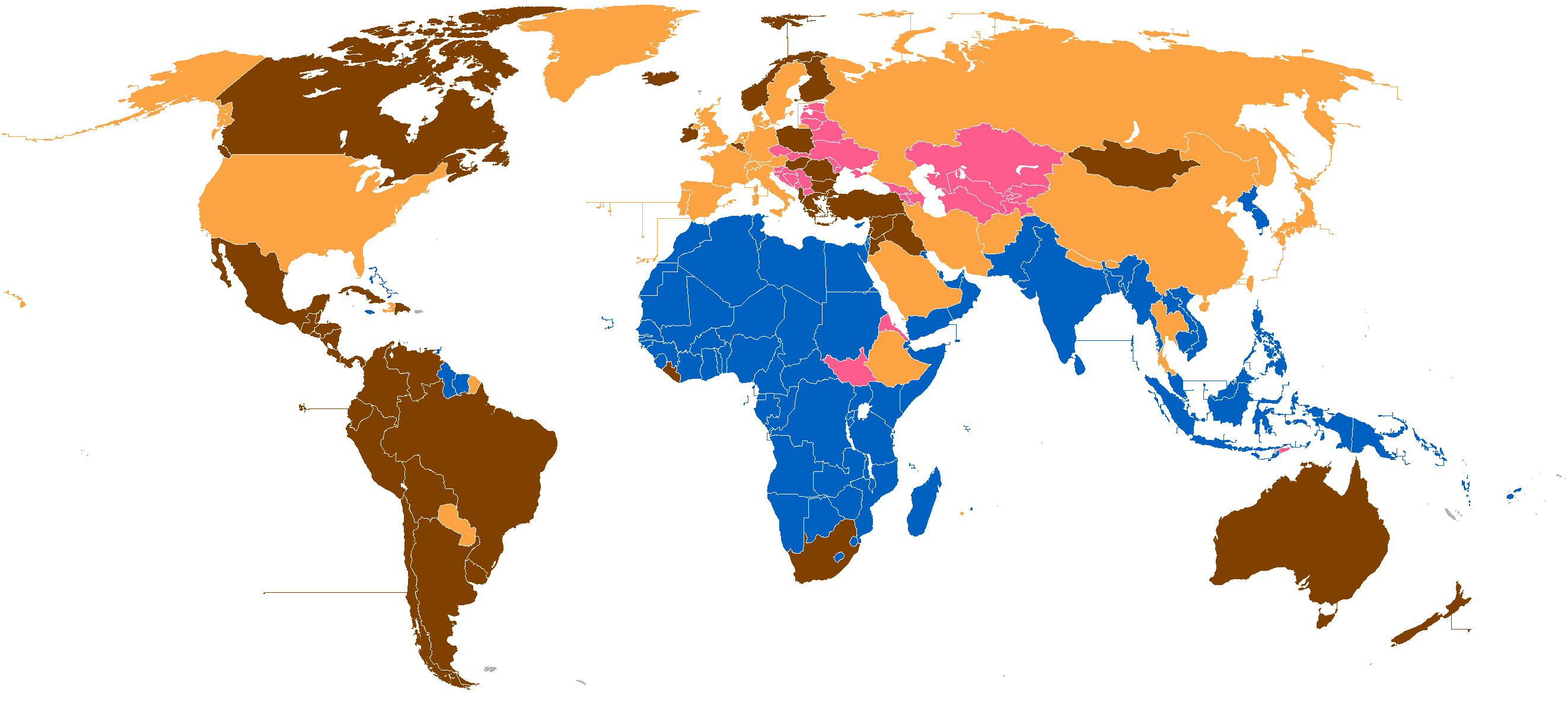
Accesso all'indipendenza dei vari paesi del mondo:
Prima del 1915
Dal 1915 al 1945
Dal 1945 al 1990
Dopo il 1990

     Prima del 1915
     Dal 1915 al 1945
     Dal 1945 al 1990
     Dopo il 1990
L'indipendenza, in politica, è la situazione in cui una Nazione non è sottomessa all'autorità di una potenza estera.

## Definizione
Si distingue dall'autonomia, nella quale continuano a esistere dei vincoli istituzionali tra i due territori, tramite i quali uno può avere potere decisionale su determinate materie (competenza) e il centralismo, in cui il potere centrale possiede tutte le competenze.
L'indipendenza può essere lo status iniziale di una nazione emergente (spesso riempiendo un vuoto politico), ma è spesso un'emancipazione da un potere come ad esempio il colonialismo o l'imperialismo.
L'indipendenza può essere ottenuta per decolonizzazione, separazione o smembramento.

## Storia

Le Tredici colonie britanniche sulla costa orientale del Nord America hanno firmato la dichiarazione di indipendenza nel 1776.

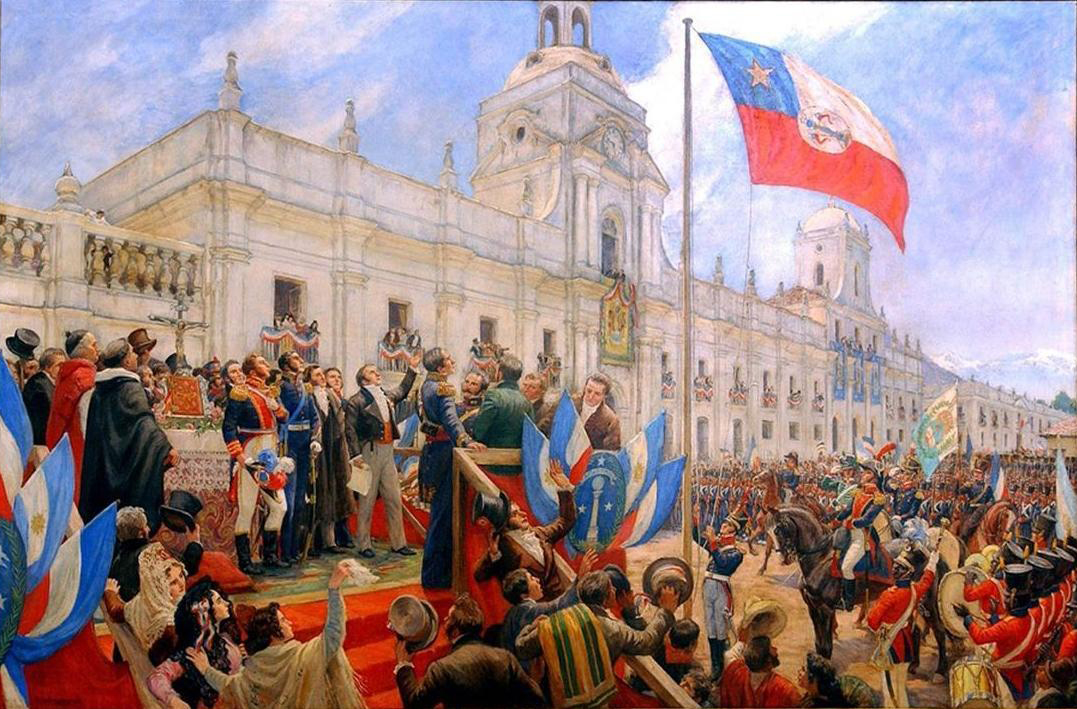
Il Cile, una delle varie colonie spagnole del Sud America, proclamò la dichiarazione di indipendenza nel 1818

Storicamente, i grandi periodi di dichiarazioni di indipendenza sono stati quattro:
- dal 1770, con l'inizio della Guerra d'indipendenza americana, fino al 1830, quando le ultime colonie reali caddero alla conclusione delle guerre di indipendenza ispanoamericane
- gli anni immediatamente successivi alla Prima Guerra Mondiale, a seguito del crollo degli imperi ottomano e austro-ungarico
- dal 1945 al 1979, quando settanta nuovi Stati indipendenti sono emersi dalla dissoluzione degli imperi coloniali europei
- dal 1990 al 1993, con la dissoluzione dell'Unione Sovietica, della Jugoslavia e della Cecoslovacchia

## Statistiche per continenti
| Continente | Continente                                  | Numero Totale Stati                | Prima nazione indipendente         | Ultima nazione indipendente |
| ---------- | ------------------------------------------- | ---------------------------------- | ---------------------------------- | --------------------------- |
|            | Africa                                      | 54                                 | Liberia (1847)                     | Sudan del Sud (2011)        |
| America    | 35 (America del Nord e America meridionale) | Stati Uniti (1776)                 | Saint Kitts e Nevis (1983)         |                             |
| Asia       | 44                                          | Cina (1800 a. C.)                  | Timor Est (2002)                   |                             |
| Europa     | 50                                          | San Marino (301)                   | Kosovo (2008)                      |                             |
| Oceania    | 14                                          | Australia (1901)                   | Palau (1994)                       |                             |
| Antartide  | 8                                           | De facto condominio internazionale | De facto condominio internazionale |                             |